# 洛陽社
株式会社洛陽社（らくようしゃ、Rakuyousha Co., Ltd.）は、主に学術書や学習参考書を出版する日本の出版社である。
同社の『古文研究法』の著者小西甚一の教え子である阿部邦義が設立。

## 連絡先
- 東京都新宿区早稲田鶴巻町519 洛陽ビル4F
- 東京都新宿区山吹町339 グランディルエスエイ

## 主な出版物

### 研究シリーズ
- 『古文研究法』小西甚一 1955・1962(重版) 1965(改訂版)
- 『漢文研究法』小林信明
- 『国文法ちかみち』小西甚一 1959
- 『英文理解法』桜庭信之
- 『くわしい 物理の新研究』荻原茂男 2011/02(新訂初版) 2012/02(新訂2版)
- 『くわしい 化学の新研究』伊藤良徳 2007/06(第３訂版)
- 『くわしい 地学の新研究』関口武・伊藤久雄 1981/03 2003/12
- 『くわしい 日本史の新研究』安田元久 1993/09
- 『くわしい 世界史の新研究』小倉芳彦・金沢誠・岩浅農也
- 『くわしい 私大への世界史』鳴海久紀
- 『くわしい 英米現代文の新研究』多田幸蔵 1957 2009/12
- 『英文研究法』多田幸蔵 1955
- 『英語正誤問題の新研究』多田幸蔵 1998/03
- 『英語書き換え問題の新研究』多田幸蔵 1966
- 『和文英訳十二講』佐々木高政・篠田錦策 1954 2009/04
- 『対照記憶 古文単語の新研究』永山勇 2002/02
- 『ことわざ故事文学の新研究』三浦啓義 2002/02
- 『国文法の基礎』山本哲夫 2009/07(改訂版)
- 『国語表現の基礎』山本哲夫
- 『古典漢文の基礎』山本哲夫
- 『国文学史の基礎』山本哲夫
- 『英文解釈の基礎』多田幸蔵 1980/08
- 『和文英訳の基礎』池田義一郎
- 『高校英語１２０の基礎』金子稔・志賀伸一
- 『重要動詞句・イディオム総合とテスト』多田幸蔵
- 『英単語どう覚える』多田幸蔵・島秀夫 1982/06
- 『イディオムどう覚える』多田幸蔵 1983/10
- 『英会話そのときどうする』多田幸蔵・J.M.アラダイス 1980/07
- 『英文解釈どう仕上げる』多田幸蔵・島秀夫
- 『英文法ポイントはここだ』多田幸蔵・佐藤久美子
- 『英米歴史と文化』多田幸蔵・大島良行 1995/10
- 『英米重要句集』多田幸蔵・島秀夫
- 『ニューアクセス英単語』横田俊彦
- 『やさしい古文』山本哲夫
- 『やさしい漢文』山本哲夫
- 『やさしい小論文・作文』山本哲夫
- 『新課程 やさしい数学I・A』渋谷幸敏

### ルール48シリーズ
- 『現代国語の解法』
- 『古文の解法』
- 『国文法の解法』1978/07 2000/03
- 『古典漢文の解法』
- 『国文学史の解法』
- 『日本史の解法』
- 『世界史の解法』
- 『英文解釈の解法』
- 『英文法の解法』
- 『英作文の解法』
- 『化学の解法』
- 『日本史史料の解法』
- 『小論文の解法』2003/12

### 総整理シリーズ
- 『英文解釈』
- 『英文法』
- 『英単語』
- 『古文』
- 『現代国語』
- 『国文法』
- 『国文学史』
- 『数学I(基礎編)』
- 『日本史問題』
- 『日本史史料問題』
- 『表覧式・主題別 日本史』
- 『大主題別 世界史』
- 『国別・主題別 世界史』
- 『世界史問題』
- 『地理』
- 『物理』
- 『化学』1984/08
- 『生物』
- 『地学』

### エスカレーター式総合テスト7週間シリーズ
- 『英語総合』
- 『英文解釈』
- 『英文法』
- 『英作文』
- 『新数学I』
- 『基礎解析』1986/09
- 『国語総合』
- 『古文』
- 『現代国語』
- 『物理総合』
- 『化学総合』
- 『生物総合』
- 『地学総合』
- 『日本史総合』
- 『世界史総合』
- 『地理総合』

### 記憶法シリーズ
- 『日本史年代記憶法』
- 『世界史年代記憶法』
- 『歴史年代記憶法』
- 『英作文例文記憶法』
- 『英文法記憶法』
- 『古文単語記憶法』
- 『漢文句形記憶法』2001/10
- 『国語文学史記憶法』
- 『書き取り読み方記憶法』2005/12
- 『中学の歴史年代記憶法』2007/01

### その他
- 『実戦本位　英文法の新研究』池田義一郎 1996/12 - 全国学校図書館協議会選定図書
- 『解釈のきめ手 英文研究法』多田幸蔵 2007/01(増補改訂版) - 全国学校図書館協議会選定図書
- 『クリア センターテスト国語I・II総演習』山本哲夫
- 『クリア センターテスト数学I＋A総演習』渋谷幸敏 2000/11
- 『クリア センターテスト英語総演習』川端一男
- 『就職・入試 作文・小論文のキメ手はこれだ』三浦啓義
- 『2段式英単語熟語集』桜庭信之 1968/11
- 『高校入試 課題英作文のキメ手はこれだ』三浦啓義 1994/12